# Енджі Дікінсон
Анджелін (Енджі) Браун (англ. Angie Dickinson; нар. 30 вересня 1931, Кулм, США),  у шлюбі Дікінсон — американська акторка та модель. Розпочала кар'єру на телебаченні, з'являючись у багатьох серіалах-антологіях у 1950-х, а потім виконала головну роль у фільмі «Підстрелити людину» (1956) з Джеймсом Арнессом і вестерн-фільмі «Ріо-Браво» (1959), за який отримала премію «Золотий глобус» як Нова «Зірка року» (акторка). Удостоєна зірки на Голлівудській алеї слави.

## Ранні роки
Анджелін Браун (сім'я та друзі її називали «Енджі»), друга з чотирьох доньок, народилася 30 вересня 1931 року у місті Кульм, Північна Дакота, в родині Фредеріки (до шлюбу Гер) і Лео Генрі Брауна. Її сім'я походила з німців з Росії, вона виховувалася католичкою. Її батько був видавцем і редактором міської газети, працював на Kulm Messenger та Edgeley Mail. Вона закохалася в кіно в ранньому віці, оскільки її батько також був кінооператором єдиного в місті кінотеатру, поки той не згорів.
У 1942, коли їй було 10 років, родина Браунів переїхала до Бербанк, Каліфорнія, де Енджі відвідувала середню школу Беллармін-Джефферсон, яку закінчила в 1947 у 15 років. За рік до того вона виграла конкурс есе Sixth Annual Bill of Rights. Потім навчалася в коледжі Immaculate Heart в Лос-Анджелесі та в громадському коледжі Глендейла, де до 1954 року здобула вищу освіту у галузі бізнесу. 
За прикладом батька-видавця вона мала намір стати письменницею. Будучи студенткою в 1950—1952 роках, вона працювала секретаркоб на аеровокзалі Lockheed в Бербанку (тепер аеропорт Боба Гоупа) і на заводі запчастин. В 1952 році одружилася з футболістом Джином Дікінсоном.

## Кар'єра

### Початок
Дікінсон посіла друге місце на місцевому попередньому конкурсі «Міс Америка», і це привернуло увагу кастинг-агента, який дав їй місце однієї з шести танцюристок на The Jimmy Durante Show. Викриття привернуло її увагу продюсера телевізійної індустрії, який попросив її подумати про акторську кар'єру. Вона вивчала ремесло, а через кілька років NBC звернулась до неї бути запрошеною зіркою в ряді різноманітних шоу, включаючи The Colgate Comedy Hour. Незабаром вона зустріла Френка Сінатру, який став її другом на все життя. Пізніше отримала роль дружини Сінатри у фільмі «Одинадцять друзів Оушена» (1960).
Напередодні Нового року 1954 року Дікінсон дебютувала на телебаченні в серії «Дні у Долині Смерті». Це призвело до ролей у таких творах, як Matinee Theatre (вісім серій), Buffalo Bill, Jr., City Detective, It's a Great Life (дві серії), Grey Ghost, General Electric Theatre, Broken Arrow, The People's Choice (двічі), Meet McGraw (двічі), Northwest Passage, «Димок зі ствола», The Virginian, Tombstone Territory, Cheyenne та The Restless Gun.

### Виконавиця головних ролей
Проривну роль на великому екрані Енджі Дікінсон виконала у фільмі Говарда Гоукса «Ріо Браво» (1959), втіливши азартну гравчиню «Фітерс», яку приваблює міський шериф (кумир дитинства Дікінсон Джон Вейн). У фільмі разом знялися Дін Мартін, Рікі Нельсон і Волтер Бреннан. Коли Гоукс продав свій особистий контракт з нею великій студії без її відома, вона була незадоволена. Тим не менш, Дікінсон стала однією з найвидатніших виконавиць головних ролей наступного десятиліття, починаючи з The Bramble Bush з Річардом Бертоном.

## Особисте життя
Дікінсон була одружена з Джином Дікінсон, колишнім футболістом, з 1952 по 1960 рік. Під час свого першого шлюбу Дікінсон подружилася з Джоном Кеннетом Ґелбрейтом і Кетрін Ґелбрейт.
Мала романи з Френком Сінатрою та, як повідомляється, Джоном Ф. Кеннеді. Заперечувала роман з Кеннеді або відмовлялася обговорювати цю тему.
Дікінсон зберегла шлюбне прізвище після першого розлучення. Пошлюбила Берта Бакарака в 1965 році і була одружена з ним протягом 15 років, хоча наприкінці шлюбу у них був період розлуки, протягом якого вони зустрічалися з іншими людьми.
У 1980-х мала стосунки з Гленном Фордом.
У 2006 році в інтерв'ю NPR Дікінсон заявила, що вона демократка. Вона агітувала за президентську кампанію Кеннеді в 1960 році.

## Вибіркова фільмографія
- 1956 : «Підстрелити людину»
- 1959 : «Ріо Браво»
- 1964 : «Вбивці»
- 1980 : «Одягнений для вбивства»
- 2000 : «Заплати іншому» / (Pay It Forward) — Грейс